# Trypanognathus remigiusbergensis
Il tripanognato (Trypanognathus remigiusbergensis) è un anfibio temnospondilo estinto, appartenente agli dvinosauri. Visse tra il Carbonifero superiore e il Permiano inferiore (circa 300 - 298 milioni di anni fa) e i suoi resti fossili sono stati ritrovati in Germania.

## Descrizione
Questo animale doveva essere vagamente simile a una salamandra, con un corpo allungato e zampe piuttosto corte ma ben ossificate; il cranio era lungo poco più di dieci centimetri, e l'animale intero non raggiungeva il metro di lunghezza. Il cranio era dotato di un muso piuttosto corto, simile a quello del ben noto Trimerorhachis, dal quale si differenziava però per la struttura dell'occipite e del palato. Tra le caratteristiche derivate di Trypanognathus vi erano la presenza di tacche nello spleniale per alloggiare le zanne vomerine quando la bocca era chiusa, analogamente alla presenza di tacche nella premascella che permettevano l'alloggio delle zanne della sinfisi mandibolare. Trypanognathus assomigliava agli altri dvinosauri per l'assenza di un'insenatura dell'osso squamoso, per la presenza di un processo basipterigoideo allungato e di un ramo palatino accorciato che raggiungeva l'ectopterigoide, l'assenza di denticoli sullo pterigoide e la presenza di grandi zanne palatali. La colonna vertebrale comprendeva circa 28 vertebre presacrali, con pleurocentri di grosse dimensioni e che raggiungevano ventralmente gli intercentri. 

## Classificazione
Trypanognathus remigiusbergensis venne descritto per la prima volta nel 2019, sulla base di resti fossili ritrovati in Germania in terreni risalenti alla fine del Carbonifero o all'inizio del Permiano. Trypanognathus era un rappresentante degli dvinosauri (Dvinosauria), un gruppo di anfibi temnospondili di dimensioni medio-piccole, tipici della fine del Paleozoico; analisi filogenetiche indicano che Trypanognathus era uno dvinosauro piuttosto derivato, e si trovava al di sopra di un clade comprendente Trimerorhachis, Neldasaurus ed Erpetosaurus, alla base degli dvinosauroidi dal cranio largo. 

## Paleoecologia
Trypanognathus era un membro di una fauna a tetrapodi che assomigliava molto alle faune a tetrapodi di inizio Permiano in Nordamerica: entrambe condividevano sinapsidi sfenacodontidi ed edafosauridi, così come temnospondili eriopidi. Trypanognathus doveva essere un piccolo predatore acquatico.